# Пони (сериал)
«Пони» (англ. Ponies) — предстоящий американский телесериал в жанре шпионского триллера телеканала Peacock, созданный Сюзанной Фогель и Дэвидом Айзерсоном. Главные роли исполнили Эмилия Кларк и Хейли Лу Ричардсон.

## Сюжет
Действие сериала разворачивается в 1977 году. Две секретарши, работающие в американском посольстве в Москве, становятся оперативниками ЦРУ после того, как их мужья погибают при загадочных обстоятельствах.

## В ролях
- Эмилия Кларк — Би
- Хейли Лу Ричардсон — Твайла
- Эдриан Лестер — Дэйн
- Артём Гильц — Андрей
- Николас Подани — Рэй
- Петр Ниновский — Саша
- Вик Михаэлис — Шерил

## Производство
Создание сериала было заказано сервисом Peacock в 2024 году. Создателями сериала стали Сюзанна Фогель и Дэвид Айзерсон. Фогель станет режиссёром сериала, а Айзерсон — шоураннером. Джессика Роудс стала исполнительным продюсером сериала от компании Pacesetter Productions, а Элисон Мо Масси — соисполнительным продюсером вместе с Кэтрин Бридл. Universal Television также финансирует сериал. В августе 2024 года Эмилия Кларк получила главную роль и стала исполнительным продюсером сериала.
Хейли Лу Ричардсон присоединилась к актёрскому составу в ноябре 2024 года. 4 февраля 2025 года к актёрскому составу присоединились Эдриан Лестер и Николас Подани.
Съёмки начались в Будапеште, в феврале 2025 года.